# Lista volumelor din Naruto
Volumele din Naruto, serie de manga, este scrisă de Masashi Kishimoto. Naruto, serie de manga, este publicată de Shueisha în Weekly Shonen Jump și a început să fie publicată pe data de 3 martie 2000 în Japonia.

## Lista volumelor

### Partea I
| Nr. | Titlu | Apariție      |
| --- | --- | ------------- |
| 1   | Naruto Uzumaki 1. Naruto Uzumaki! 2. Konohamaru 3. Intră Sasuke! 4. Kakashi Hatake! 5. Nepregătirea este cel mai mare dușman 6. Nu Sasuke! 7. Decizia lui Kakashi                                                                                    | 3 martie 2000 |
| 2   | Cel Mai Rău Client 8. Sunteți descalificați! 9. Cel mai rău client 10. Al doilea animal 11. Debarcarea 12. Sfârșitul jocului! 13. Ninja! 14. Un plan secret...! 15. Apariția Sharinganului 16. Cine ești tu!? 17. Pregătiri pentru bătălie           | 2 iunie 2000  |
| 3   | Visele 18. Antrenamentul începe 19. Un simbol al curajului 20. Țara care a avut un erou...! 21. Întâlnire în pădure...! 22. Un rival apare 23. Două asalturi...! 24. Viteză! 25. De dragul viselor...! 26. Sharinganul se năruiește...! 27. Trezirea | 4 august 2000 |